# Scaphochlamys biloba
Scaphochlamys biloba là một loài thực vật có hoa trong họ Gừng. Loài này được Henry Nicholas Ridley miêu tả khoa học đầu tiên năm 1893 dưới danh pháp Gastrochilus biloba (đúng ra là Gastrochilus bilobus do Gastrochilus là danh từ giống đực). Năm 1950, Richard Eric Holttum chuyển nó sang chi Scaphochlamys.

## Mẫu định danh
- Nguyên chủng: Ridley H.N. s. n.; thu thập ngày 26 tháng 7 năm 1891 ở cao độ 175 m, tại Kuala Tenok ven sông Tahan, bang Pahang, Malaysia bán đảo. Lectotype lưu giữ tại Vườn Thực vật Hoàng gia tại Kew (K).[8]
- Thứ lanceolata: Ridley H.N. 14422; thu thập ở tọa độ khoảng 5°28′39″B 101°27′41″Đ / 5,4775°B 101,46139°Đ, tại rừng Temenggor ven hồ Temenggor, thượng nguồn sông Perak, huyện Hulu Perak, bang Perak, Malaysia bán đảo. Lectotype lưu giữ tại Vườn Thực vật Hoàng gia tại Kew (K).[8]

## Từ nguyên
Tính từ định danh biloba (giống đực: bilobus, giống trung: bilobum) là tiếng Latinh, bao gồm tiền tố bi- (dạng thu gọn của bis) và danh từ lobus. Chúng có nguồn gốc từ tiếng Hy Lạp cổ δῐ́ς (dís - hai, kép, đôi) và λοβός (lobós - thùy); nghĩa là hai thùy. Ở đây là để nói tới cánh môi chẻ 2 thùy sâu của loài này.

## Phân bố
Loài này có tại miền nam Thái Lan (các tỉnh Narathiwat, Pattani) và Malaysia bán đảo (các bang Kelantan, Negeri Sembilan, Pahang, Perak, Selangor, Terengganu). Môi trường sống là rừng vùng đất thấp và rừng miền núi, trong các thung lũng hay dốc gần sông suối, đặc biệt là những nơi tán lá thưa hay hở, ở cao độ 60-1.036 m.

## Mô tả
Thân rễ bò lan, thanh mảnh, đường kính 3 mm khi khô; các chồi lá cách nhau 5–14 cm, 1 lá, bẹ không lá nhiều, dài nhất tới 4–5 cm; phiến lá mặt trên màu xanh lục sẫm với dải nhạt màu rộng ở hai bên gân giữa tới khoảng giữa về phía mép lá, mặt dưới màu ánh tía và có lông trên gân giữa, dài tới 21 cm và rộng 6-8(-10,5) cm, đỉnh nhọn tù, đáy thuôn tròn tới hình nêm rộng và hơi men xuống; cuống lá màu ánh tía, dài 3–13 cm, có lông nhiều hay ít, bẹ lá dài 2–3 cm; cán hoa dài 1–5 cm, thanh mảnh, hơi có lông; cụm hoa gồm nhiều lá bắc xếp lợp, hình trứng-hình elipxoit, dài tới 4 cm và rộng 2-2,5 cm; lá bắc màu ánh đỏ, dài ~2 cm và rộng ~5 mm, hình elip, mỏng, nhẵn nhụi, bao lấy 1 hoa; lá bắc con hơi dài hơn lá bắc, dài tới 2,3 cm, với mép cụp trong; đài hoa và bầu nhụy dài 1,8 cm; ống tràng dài ~3 cm, nở rộng về phía đỉnh; thùy tràng lưng dài ~20 mm, các thùy tràng bên hơi ngắn hơn, màu trắng hoặc kem nhạt; nhị lép màu trắng, dài ~1,5 cm và rộng ~5 mm, thuôn dài, tù; cánh môi dài ~25 mm, rộng ~18 mm, hình trứng ngược, 2 thùy chẻ sâu tới 7 mm, các thùy thuôn tròn, màu trắng với dải giữa màu vàng với các đốm nhỏ màu đỏ tươi hay hồng ở đáy; chỉ nhị dài ~3 mm, rộng, ửng đỏ hay có đốm đỏ trên lưng; bao phấn cong về phía trước, dài ~6 mm, màu trắng hay ánh hồng nhạt; mào uốn ngược và mọc thẳng đứng trong miệng hoa, không rộng hơn quá nhiều so với bao phấn, gần tròn, màu trắng.